# 李陳玉
李陈玉（1598年—1660年），字石守，号谦庵，江西省吉水县枫坪村人，明末政治人物。

## 生平
童年时与许初鸣，曾其宗同上书江太守，陈利弊革时政，号称“河上三奇”。邹元标，罗大纮见而异之。崇祯七年至十四年任浙江嘉兴府嘉善县知县，兴利除弊，捐俸禄建鹤湖书院，功绩卓著；授仪制司主事，有“儒林循吏”之譽。十五年升任浙江道监察御史，不避权贵。
李陈玉撰有《退思堂集》，为在崇祯七年至十四年任浙江嘉兴府嘉善县知县时所审案件，卷1-3收有判387件。撰有《易论》二十一篇；还有为《楚辞》作注的《楚辞笺注》等书籍。